# Broche

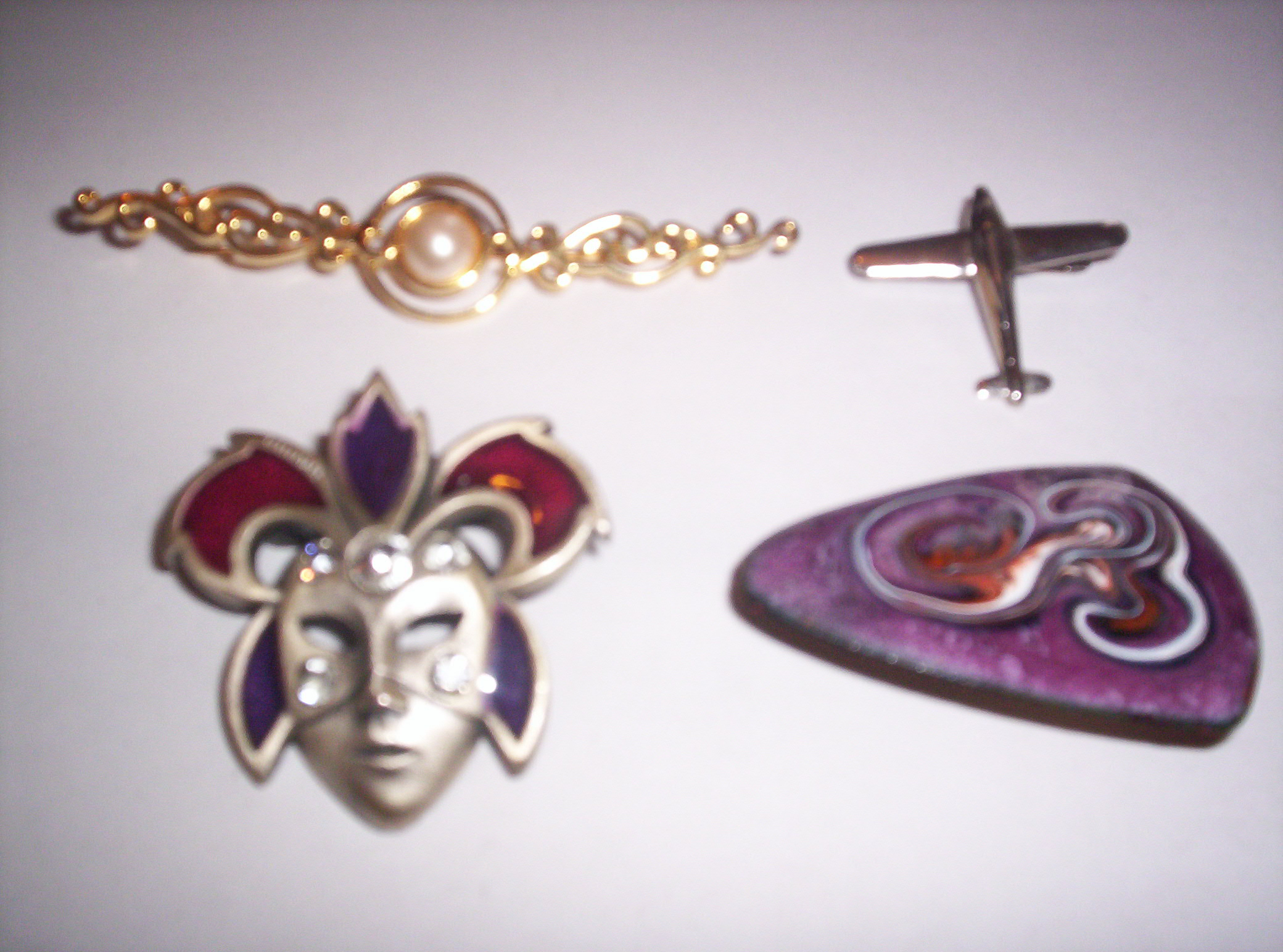
Varios broches.

Un broche es una joya que se engancha por un objetivo esencialmente estético sobre las prendas de vestir. 
En general está formada por dos partes, la parte decorativa que se coloca hacia el frente y la fijación oculta detrás (consistente a menudo, en un alfiler de seguridad) que es fijada a la joya por encolado o por soldadura.
El broche es un objeto de importancia, materia y forma variables aunque el método de fijación (generalmente en metal) sigue siendo habitualmente similar al de un imperdible.
El antepasado del broche es la fíbula y las primeras datan de la edad de bronce.
El broche es un objeto a menudo, realizado en talleres creativos. Sin embargo, es también un objeto de joyería que puede estar hecho de metal precioso y decorado de piedras preciosas o semipreciosas.